# ري كاتاياما
ري كاتاياما (الكورية: 片山梨絵) مواليد 13 سبتمبر 1979 في سويتا، أوساكا، اليابان، هو دراج ياباني. شارك في دورة الألعاب الأولمبية الصيفية.

## روابط خارجية
- ري كاتاياما على موقع أرشيف الدراجات (الإنجليزية)
- ري كاتاياما على موقع إحصائيات الدراجات الإحترافية (الإنجليزية)
- ري كاتاياما على موقع أوليمبيديا (الإنجليزية)